# Mykines község
Mykines község (feröeriül: Mykinesar kommuna) egy megszűnt község Feröeren. Mykines szigetét foglalta magába.

## Történelem
A község 1911-ben jött létre Vágar egyházközségből való kiválással.
2005. január 1-jétől Sørvágur község része lett.

## Önkormányzat és közigazgatás

### Települések
| Település | Mióta a község része | Előző község       | Meddig a község része | Következő község | Megjegyzés         |
| --------- | -------------------- | ------------------ | --------------------- | ---------------- | ------------------ |
| Mykines   | 1911                 | Vágar egyházközség | 2004. december 31.    | Sørvágur község  | A község székhelye |

## Népesség
| Év              | Lakosság |
| --------------- | -------- |
| 1986. január 1. | 27       |
| 1991. január 1. | 28       |
| 1996. január 1. | 18       |
| 2001. január 1. | 19       |